# Chiesa di Santa Maria della Scala (Milano)
Santa Maria della Scala, denominata anche Santa Maria Nuova, Santa Maria in Caruptis e Santa Maria alle case rotte era una chiesa di Milano. L'edificio occupava un'area rettangolare con entrata sull'attuale via Filodrammatici e abside sulla via Verdi e fu demolito nel XVIII secolo per far spazio al Teatro alla Scala, eretto in sostituzione del Teatro di Corte, distrutto da un incendio il 25 febbraio 1776. 

## Storia

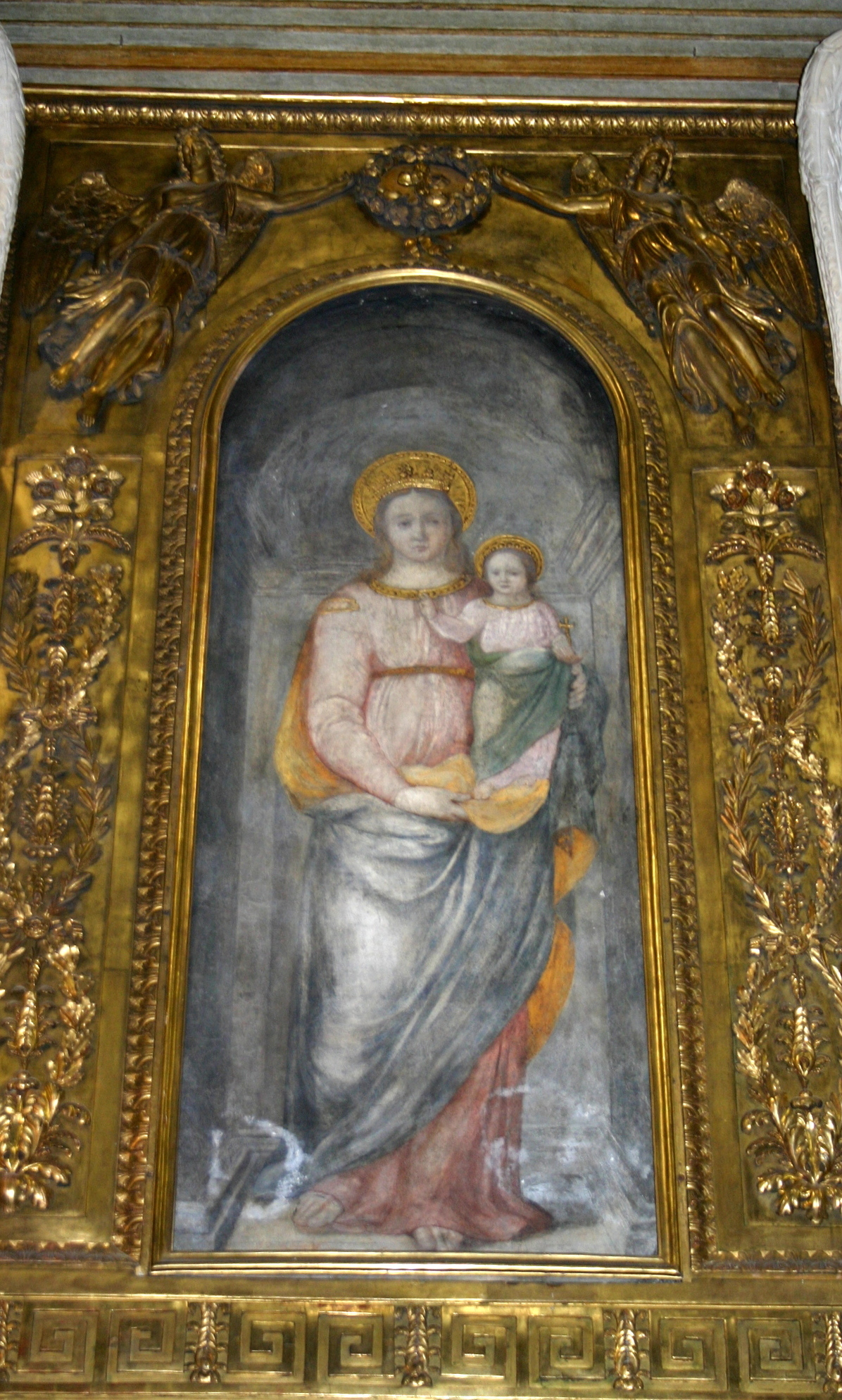
La "Madonna della Scala", affresco di pittore anonimo del XV secolo proveniente dalla demolita chiesa di Santa Maria alla Scala, oggi conservato presso la vicina chiesa di San Fedele

La chiesa, edificata nello stile gotico in voga all'epoca della sua fondazione (seconda metà del XIV secolo), fu voluta dalla allora Signora di Milano Regina della Scala della dinastia degli Scaligeri di Verona e moglie di Bernabò Visconti, signore di Milano. Ella era particolarmente devota a una piccola chiesa intitolata a Santa Veronica, che si trovava fra le rovine delle case di proprietà della famiglia Della Torre o Torriani, distrutte nella rivolta del 1311 alla quale seguì la cacciata di Guido della Torre tradito da Matteo Visconti a favore dell'imperatore Enrico VII. La memoria della distruzione del quartiere dei Torriani rimase (e tuttora rimane) nel toponimo in Caruptis o alle case rotte. Regina della Scala decise, quindi, di riedificare la piccola chiesa e di erigerne sullo stesso luogo una molto più grande da intitolare alla Vergine. La prima pietra fu posta il 7 settembre 1381 dall'allora Arcivescovo di Milano Antonio da Saluzzo e consacrata a Maria Vergine assunta al Cielo nell'anno 1385. La nuova chiesa venne chiamata in principio Santa Maria alle case rotte, poi Santa Maria Nuova e infine, in memoria della sua fondatrice, Santa Maria della Scala.
In ricordo della sua fondazione, alla morte di Regina della Scala nel 1384, suo marito Bernabò elevò la chiesa di Santa Maria alla Scala in collegiata di patronato signorile, dotata di venti canonicati predisposti per il capitolo, i cui membri avevano il simbolico titolo di clero di corte, espressamente incaricato di rivolgere preghiere e svolgere celebrazioni per le anime dei signori di Milano, viventi e defunti.
Il prestigio della chiesa perdurò ancora anche sotto gli Sforza, mentre diminuì drasticamente di importanza sotto il governo di Carlo V d'Asburgo. Questi, risiedendo all'estero, concesse ugualmente alla parrocchia il titolo di Imperiale Saccellum, senza che però questa avesse come nei secoli precedenti un ruolo principale nella corte milanese. I privilegi continuarono ancora in epoca spagnola e Filippo IV nel 1654 la proclamò propria cappella reale e quindi poté godere dei diritti di chiesa palatina.
Diversa sorte toccò invece alla chiesa in epoca austriaca: le riforme ecclesiastiche di Maria Teresa portarono nel 1763 alla riforma del capitolo (che venne poi trasferito alla chiesa milanese di San Fedele, la chiesa dei gesuiti che assunse così anche il titolo e i diritti di Santa Maria della Scala) e quindi alla demolizione della chiesa a partire dal 5 agosto 1776 per far spazio al nuovo teatro ducale, poi chiamato Teatro alla Scala. 
Nella chiesa di San Fedele vennero trasferite tutte le opere di rilievo recuperate dalla vecchia chiesa e la chiesa venne reintitolata "Santa Maria della Scala in San Fedele"; la campana venne trasferita a Castelvisconti, dove tuttora è utilizzata nel locale campanile.